# Lepo Sumera
Lepo Sumera (8 de maig de 1950 - 2 de juny de 2000) va ser un compositor i professor estonià. Considerat un dels compositors més reconeguts d'Estònia juntament amb Heino Eller, Eduard Tubin i Arvo Pärt, també va ser ministre de Cultura del seu país des del 1988 fins al 1992 durant els dies de la revolució cantant.
Va néixer a Tallinn i va estudiar amb Veljo Tormis a la seva adolescència, i des de 1968, amb Heino Eller a l'Acadèmia Estònia de Música i Teatre (aleshores Conservatori Estatal de Tallinn). Després de la mort de Heino Eller el 1970, va estudiar amb Heino Jürisalu, i es va graduar el 1973. Després va fer estudis de postgrau al Conservatori de Moscou (1979–1982) amb el compositor rus Roman Ledenev. La primera composició notable de Sumera va ser el 1972 amb In Memoriam, un homenatge orquestral a Eller.